# Формула-1 — Гран-прі Канади 2012
Гран-прі Канади 2012 року (офіційно XLIX Formula 1 Grand Prix du Canada) — автоперегони чемпіонату світу «Формули-1», який пройшли з 8 по 10 червня 2012 року на автодромі імені Жиля Вільнева, Монреаль, Канада.